# Arnnon Geshuri
Arnnon Geshuri es psicólogo. Fue director de Recursos Humanos en Google y actualmente en Tesla Motors.

## Historia

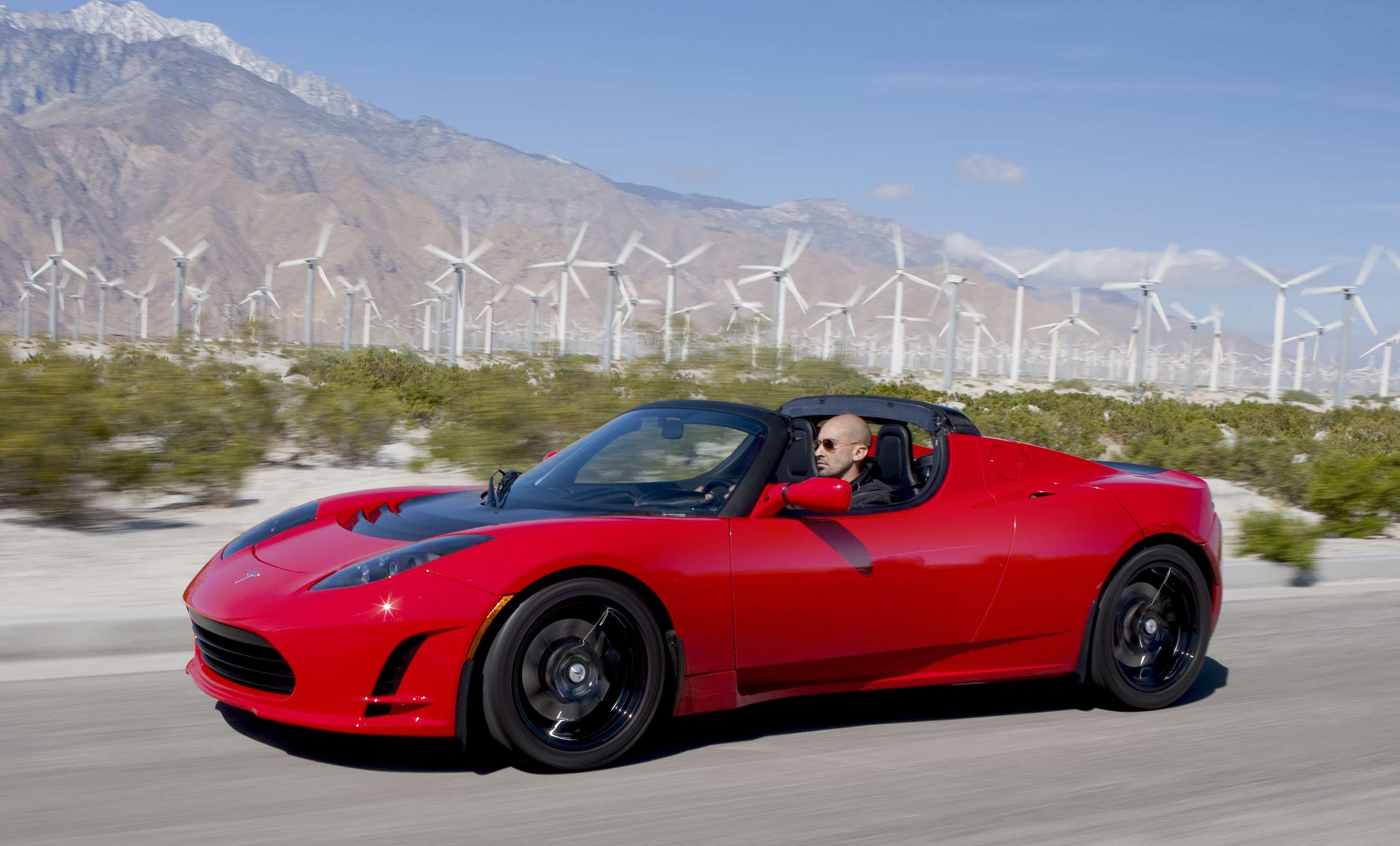
Tesla Roadster Sport 2.5.

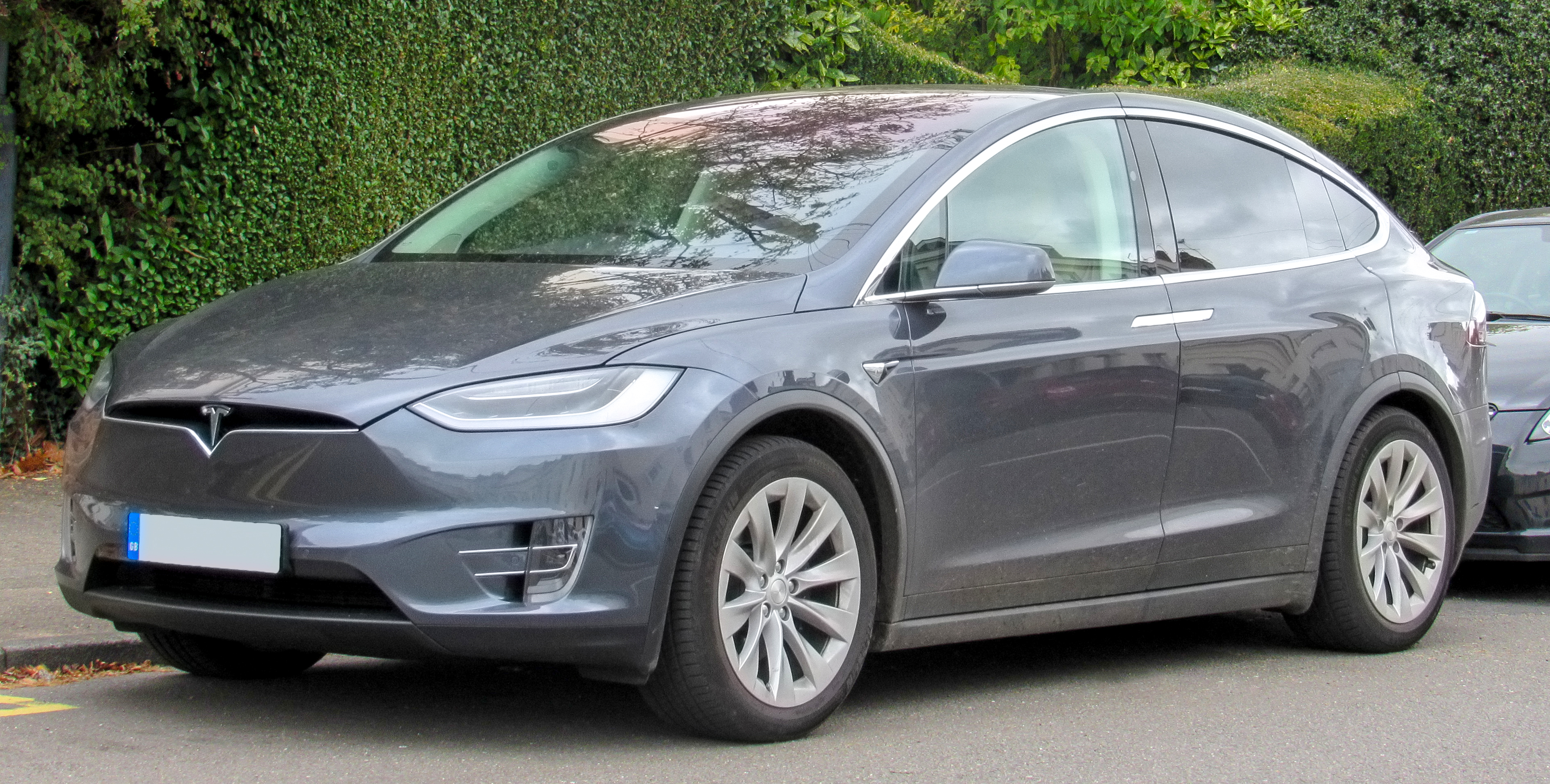
Tesla Model X.

Arnnon Geshuri es licenciado en Psicología por la University of California en Irvine.
Tiene un máster en Psicología Industrial y de Organización por la San Jose State University.
En la década de 1990 fue consultor de eficiencia organizativa para la planta New United Motors Manufacturing (NUMMI), en Fremont, California. La planta era una joint venture de Toyota y General Motors, y actualmente es propiedad de Tesla Motors.
Fundó una empresa startup. Trabajó en Applied Materials donde gestionó operaciones de personal creciendo en 7 000 empleados en 2 años.
Fue Vicepresidente de Recursos Humanos y Director de Personal Global en E*TRADE Financial, donde reclutó a 2 000 personas en 18 meses y supervisó la organización de Recursos Humanos, los programas de descubrimiento de talento y sistemas de Recursos Humanos.
A finales de 2004 trabajó en Google como Arquitecto Jefe de Personal (Chief Staffing Architect) cuando la compañía había salido a bolsa y empleaba a 2 500 personas. Supervisó la contratación de personal hasta que la compañía contó con 20 000 empleados, la mayoría ingenieros de software. Diseñó la estrategia de reclutamiento de talento.
En noviembre de 2009 entró a trabajar en Tesla Motors como Vicepresidente de Recursos Humanos (Vice president of Human Resources).
Es el responsable de las contrataciones de empleados a nivel global.

## Controversia

### Papel en los acuerdos de no reclutamiento
Mientras trabajaba en Google, Geshuri estuvo involucrado en actividades que luego se convirtieron en el tema del caso de anticompetitividad con empleados de alta tecnología que dio lugar a un acuerdo de $415 millones pagados por  Adobe, Apple, Google e Intel. En un incidente, después de enterarse por una denuncia de Steve Jobs de Apple, Geshuri aseguró al presidente de Google Eric Schmidt que un reclutador de Google que había tratado de contratar a un empleado de Apple sería despedido esa misma hora, de conformidad con lo que Schmidt llamó una política de no contratación con Apple. Geshuri dijo que tales despidos se llevaban a cabo cada seis meses más o menos, a pesar de los esfuerzos por asegurarse que los reclutadores estuvieran conscientes de la política. Geshuri mantenía lo que llamaba una lista de empresas a no llamar de las que Google evitaría contratar empleados.

### Consejo de Administración de Wikimedia
El nombramiento de Geshuri al Consejo de Administración de la Fundación Wikimedia fue polémico entre los editores de Wikipedia, debido a su participación en la  colusión ilegal entre grandes empresas de tecnología y el juicio llevado por el Departamento de Justicia de EE. UU. Un factor que contribuyó a la polémica fue que su nombramiento también se llevó a cabo en fechas cercanas a la remoción inesperada de otro miembro de la junta, James Heilman, quien había sido ampliamente apoyado en la comunidad de Wikipedia al momento de su elección.
En enero de 2016, los editores de Wikipedia votaron (93%) a favor de una solicitud para que Geshuri se retire del Consejo de Administración de Wikimedia en voto no vinculante de falta de confianza en su nombramiento. Una semana después de iniciada la petición se anunció su renuncia. Al momento de cerrarse la petición había 290 votos a favor y 22 votos en contra.